# Panicum racemosum
Panicum racemosum là một loài thực vật có hoa trong họ Hòa thảo. Loài này được (P.Beauv.) Spreng. mô tả khoa học đầu tiên năm 1824.